# Amadeu Sanchis
Amadeu Sanchis Labiós (Valencia, Comunidad Valenciana, España, 1971) es un político español, coordinador general de Esquerra Unida del País Valencià (EUPV) en la ciudad de Valencia desde 2004. Es miembro de la dirección de EUPV desde 2000, en la que se encarga del área de economía, y militante y miembro de la Comisión Política del Partit Comunista del País Valencià (PCPV) Fue concejal en el ayuntamiento de Valencia desde 2011 hasta 2015.
Miembro del Consejo Político Federal de Izquierda Unida

## Biografía
Amadeu Sanchis nació en el barrio del Cabañal, al que se siente muy ligado, donde ha vivido la mayor parte de su vida y donde participa en las fiestas de la Semana Santa Marinera desde muy joven. 
Estudió Ciencias Políticas en la UNED de Valencia-Alzira 

## Trayectoria Política
Milita en Esquerra Unida desde el año 1986 y es miembro de la dirección de EUPV desde el año 2000.
Fue secretario de Economía de Esquerra Unida desde 2004 hasta 2009; secretario de Relaciones Políticas, Sindicales y Refundación de Esquerra Unida desde marzo de 2009; y Co-Redactor de los programas electorales autonómicos de EU desde 1999 hasta 2007 y de los municipales desde 1999. Miembro del Consejo de Administración de RTVV desde 2007 hasta 2011.
En 2007 fue proclamado candidato a la alcaldía de Valencia por EUPV en las elecciones locales del mismo año rechazando llegar a un acuerdo electoral con el BLOC Nacionalista Valencià, partido con el que EUPV había firmado un acuerdo a nivel autonómico plasmado en el Compromís pel País Valencià. Los pésimos resultados de EUPV, formación que pasó de tener dos concejales en 2003 a perder la representación en el Ayuntamiento de Valencia por primera vez en su historia, llevó a Sanchis a poner el cargo a disposición de la dirección del partido, aunque ésta lo ratificó.
La decisión de la dirección de EUPV encabezada por Glòria Marcos de nombrar a Amadeu Sanchis miembro del Consejo de Administración de Radiotelevisión Valenciana en representación de Compromís pel País Valencià, siguiendo los pactos preelectorales con el Bloc y las demás formaciones de Compromís por los que el nombramiento de éste cargo correspondía a EUPV, fue uno de los factores determinantes para la ruptura de la coalición electoral y el estallido de una crisis interna en EUPV entre Esquerra i País (pues las diputadas de Esquerra i País en las Cortes apoyaron la propuesta del Bloc de nombrar al sociólogo Rafa Xambó en ese cargo) y el sector mayoritario de EUPV. Finalmente, Sanchis ocupó el cargo de consejero de RTVV durante aquella legislatura.
La asamblea de EUPV de la ciudad de Valencia eligió a Amadeu Sanchis para encabezar la lista de EUPV a las elecciones municipales de la ciudad de Valencia de 2011 con el 93'4% de los votos a favor y 6'6% de votos en blanco. Finalmente, EUPV obtuvo dos concejales.
Es miembro de los Consejos de Redacción de Mundo Obrero y Nuestra Bandera, donde colabora habitualmente con artículos sobre política, historia y teoría económica.

### Coordinador de EUPV en la ciudad de Valencia (desde 2004)
Coordinador de EU de la ciudad de Valencia desde el año 2004. Ha sido reelegido en el cargo el pasado mes de febrero de 2012 por tercera vez consecutiva.

### Concejal de EUPV en el Ayuntamiento de Valencia
Entre sus cargos como concejal están el de portavoz del grupo municipal y forma parte de las comisiones de Urbanismo, Educación y Cultura, Administración Electrónica y Personal, Sugerencias y Reclamaciones, de la Comisión Mixta Universidad-Ayuntamiento, y de FIVEC, y, además, pertenece al Consejo de Administración de la Empresa Municipal de Transportes (EMT), de AUMSA, del Palau de la Música, de la Universitat Popular y del Palacio de Congresos. 